# Númenor

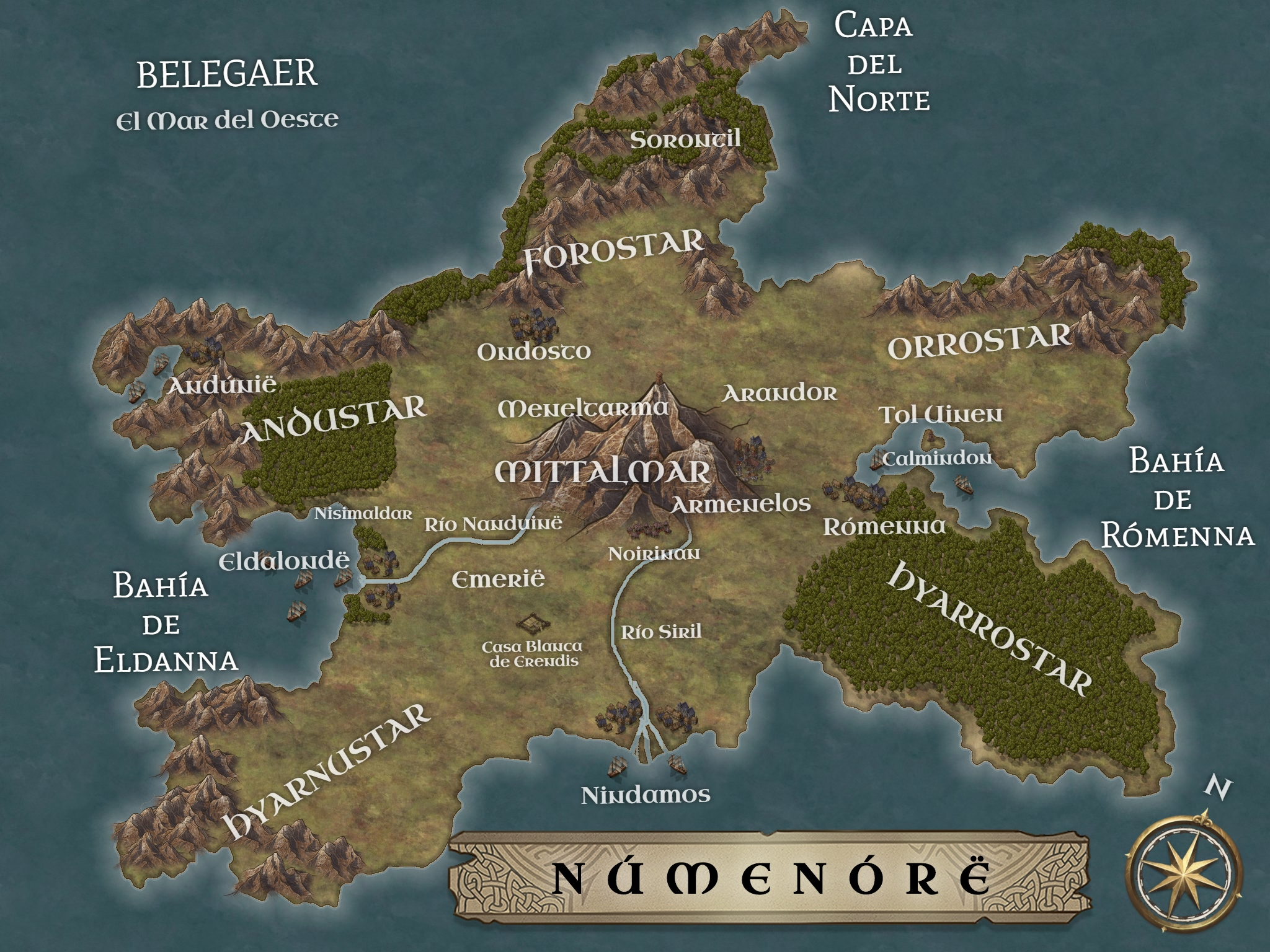
Númenor

Númenor és una illa de la Terra Mitjana, el món imaginari creat per J.R.R. Tolkien en què transcorren les seves novel·les. Amb la història de Númenor, Tolkien relata la seva pròpia versió del mite de l'Atlàntida.
El nom en quenya Númenórë significa "Terra Occidental", que en la Llengua Comuna se sol traduir com a l'Oestat i en adûnaic Anadûne.
Númenor va ser el regne que els Edain supervivents de les guerres amb Mórgoth van fundar enmig del Gran Mar, entre la Terra Mitjana i Aman. L'illa era un present dels Vàlar als homes per recompensar-los dels patiments que havien sofert. Per això es va conèixer amb el nom síndarin d'Àndor (Yozayan en adûnaic), que significa "La Terra del Do". També va rebre el nom d'Elenna "Cap als Estels" perquè els edain van arribar-hi guiats per l'estel d'Eàrendil, i la mateixa illa tenia forma d'estel de cinc puntes. Al centre de l'illa hi havia la muntanya Meneltarma (Minûltarîk en adûnaic), on els dúnedain adoraven a l'Il·lúvatar. La ciutat més gran de l'illa i capital del regne era Armenelos (Arminalêth en adûnaic).
Després de la caiguda, Númenor va rebre els noms d'Atalantë ("la Negada" en quenya), Akallabêth (en adûnaic), i Mar-nu-Falmar "Terra sota les aigües".
La història de la fundació i la caiguda de Númenor és relatada a Akallabêth, el quart llibre del Silmaríl·lion.

## Geografia
Númenor era una illa relativament gran situada al mig del Mar Occidental. L'illa pren la forma d'una estrella de cinc puntes. Es considera que cadascuna de les puntes més la zona central conformen una regió separada amb característiques físiques i geològiques pròpies.
- Forostar (Terres del nord)
- Andustar (Terres de l'oest)
- Hyarnustar (Terres del sud-oest)
- Hyarrostar (Terres del sud-est)
- Orrostar (Terres de l'est)
- Mittalmar (Terres interiors)

Al centre de l'illa hi havia una gran muntanya anomenada Meneltarma "la Columna del Cel". És el punt més alt de l'illa i és considerada pels númenóreans com un lloc sagrat des d'on s'adorava a l'Ilúvatar. Es deia que des de dalt es podia veure Tol Eressëa, al Reialme Benaventurat.

## Història
Per recompensar els homes pels patiments que havien sofert per culpa de Mórgoth i agrair-los el seu paper en la lluita contra ell, els vàlar els van donar l'illa de Númenor. Només els van prohibir que naveguessin cap a l'oest de l'illa per evitar que veiessin el regne de Vàlinor, al que els homes no podien accedir.
Elros, fill d'Eärèndil (i germà d'Élrond), va ser el primer Rei de Númenor, prenent el nom de Tar-Minyatur "Primer Rei". Sota el seu regnat, iniciat l'any 32 de la Segona Edat, i el dels seus descendents els homes de Númenor van convertir-se en un regne poderós. L'any 600 els primes vaixells de Númenor desembarcaven a la Terra Mitjana.
Amb el temps, però, els numenoreans van començar a envejar la immortalitat de la gent de Vàlinor, i sentiren el desig de violar la Prohibició dels Vàlar i dirigir-se a les Terres Immortals. No s'atreviren a desafiar els Vàlar, però en canvi els seus viatges a l'est van incrementar-se i en lloc de buscar la seva amistat com fins aleshores van començar a exercir de tirans sobre els pobles de la Terra Mitjana. Només uns quants, els "Fidels", s'oposaven a convertir-se en un imperi marítim i es mantingueren lleials als vàlar i amics dels elfs.
L'any 3255, el 25è rei Ar-Pharazôn s'engelosí del poder de Sàuron a la Terra Mitjana. Va reunir un exèrcit imponent i es presentà a Mórdor. Sàuron, sense mitjans per derrotar-lo per les armes, es rendí i permeté que se l'emportessin presoner a Númenor. Amb el temps es convertí en conseller del rei i va prometre als númenóreans la vida eterna a canvi d'adorar Mélkor. Seguint els seus consells Ar-Pharazôn va fer construir un temple a Mélkor en el que se li oferien sacrificis humans.
L'arbre blanc de Númenor, el destí del qual es creia lligat a la línia dels reis, va ser tallat i cremat com a sacrifici a Mélkor. Abans Isíldur, un dels "fidels", havia aconseguit robar-ne una fruita preservant la línia de l'arbre.
Atiat per Sàuron i tement que aviat moriria de vell, Ar-Pharazôn va construir una gran flota i va navegar cap a l'oest per usurpar les Terres Immortals als Vàlar. Sàuron es va quedar a l'illa. L'any 3319 de la Segona Edat la flota desembarcava a Aman i marxava ca a la ciutat de Tírion. Manwë, el cap dels vàñar, va demanar ajuda a l'Il·lúvatar que va rompre i canviar el món, enfonsant Númenor sota les aigües i matant-ne els seus habitants, incloent-hi el cos físic de Sàuron que a partir d'aleshores perdé l'habilitat de mostrar-se als homes com un ésser bell i carismàtic. L'exèrcit i el rei van quedar sepultats sota la terra.
Eléndil, fill del líder dels fidels durant el regnat d'Ar-Pharazôn, havia previst el desastre i ja havia fugit amb els seus fills i els seus seguidors. Els seus nou vaixells van desembarcar a la Terra Mitjana on van fundar els reialmes dels dúnedain a l'exili: Àrnor i Góndor.

## Reis de Númenor
D'ençà que Élros va ser proclamat com a primer rei de Númenor, el regne de l'Oestat va ser governat pels 25 reis (incloent-hi tres reines). La cronologia dels monarques és la següent (totes les dates corresponen a la Segona Edat):
1. 32 a 442 - Élros Tar Minyatur (P.E.58-442). Primer rei de Númenor i fundador de la línia d'Élros.
2. 442 a 442 - Vardamir Nólimon (61-471). Va abdicar a favor del seu fill el mateix any de rebre el ceptre.
3. 442 a 590 - Tar Amàndil (192-603)
4. 590 a 740 - Tar Eléndil (350-751)
5. 740 a 883 - Tar Meneldur (543-942)
6. 883 a 1075 - Tar Aldàrion (700-1098) Fundà el port de Vinyalondë, i el relat d'Aldarion i Erendis es basa bàsicament en la seva relació amb la seva dona, Erendis, de la seva filla, i de la seva relació amb la Terra Mitjana i Guil-galad.
7. 1075 a 1280 - Tar Ancalimë (873-1285). Primera reina.
8. 1280 a 1394 - Tar Anàrion (1003-1404)
9. 1394 a 1556 - Tar Súrion (1174-1574)
10. 1556 a 1691 - Tar Telpèriën (1320-1691). Segona reina. No es casà, i el ceptre passà al seu nebot.
11. 1691 a 1869 - Tar Minàstir (1474-1869)
12. 1869 a 2029 - Tar Ciryatan (1634-2035)
13. 2029 a 2221 - Tar Atanamir el Gran (1800-2221). El primer rei a morir abans d'abdicar després d'Élros.
14. 2221 a 2386 - Tar Ancàlimon (1986-2386)
15. 2386 a 2526 - Tar Telemmaitë (2136-2526)
16. 2526 a 2637 - Tar Vanimeldë (2277-2637). Tercera reina. El seu marit governava de forma efectiva.
17. 2637 a 2737 - Tar Alcarin (2406-2737). El seu pare li usurpà el ceptre els primers anys de regnat.
18. 2737 a 2825 - Tar Calmacil (Ad.:Ar-Belzagar) (2516-2825). El primer rei a rebre nom oficial en adûnaic.
19. 2825 a 2899 - Tar Ardamin (Ad.:Ar-Abattârik) (2618-2899).
20. 2899 a 2962 - Ar-Adûnakhôr (Que.:Tar Herunúmen) (2709-2962). Primer rei coronat amb nom adûnaic.
21. 2962 a 3033 - Ar-Zimrathon (Que.:Tar Hostamir) (2798-3033).
22. 3033 a 3102 - Ar-Sakalthôr (Que.:Tar Falassion) (2876-3102).
23. 3102 a 3177 - Ar-Gimilzôr (Que.:Tar Telemnar) (2960-3177).
24. 3177 a 3255 - Tar Palantir (Ad.:Ar-Inziladûn) (3035-2255). Va intentar recuperar l'amistat amb els Valar.
25. 3255 a 3319 - Ar-Pharazôn el Daurat (Que.:Tar Càlion) (3118-3319). Va intentar assaltar Vàlinor.

Després que els homes de Númenor desafiessin els vàlar i aquests sepultessin l'illa sota l'aigua, la nissaga reial dels dúnedain només va continuar a través dels fidels que havien fugit amb vaixell. Entre ells hi havia els hereus de la línia dels Senyors d'Andúnië, descendents del quart rei Tar Eléndil a través de la seva filla Silmariën.

### Les reines de Númenor
Dels vint-i-cinc reis de Númenor, tres van ser reines. La raó d'aquesta proporció desigual és que durant el primer mil·lenni les lleis successòries prohibien l'accés de dones al tron. Tar Aldàrion va canviar les lleis, però en alguns casos les primogènites no accediren al tron: per exemple dues germanes grans de Tar Súrion van renunciar al tron en favor del seu germà, i Ar-Pharazon usurpà el tron a la seva cosina Miriel.
Tanmateix, el fet que les lleis de Númenor incorporessin la primogenitura igualitària (el primer fill hereta independentment del sexe) era una novetat revolucionària tant en el context de l'univers de Tolkien com en el marc del món real. El primer país d'Europa que la va adoptar fa ser Suècia l'any 1980, molt després dels escrits de Tolkien.

## Cultura
Els pobladors de Númenor eren majoritàriament homes (els edain), tot i que abans que l'ombra s'hi estengués algunes de les ciutats més occidentals de l'illa tenien una petita comunitat d'elfs, arran de les freqüents visites des de Tol Eressëa. Tradicionalmente la gent de Númenor mantenien grans llaços d'amistat amb els Eldar i eren capaços de parlar tant quenya com síndarin.
Els numenoreans destacaven en l'art i l'artesania, i en segles posteriors van desenvolupar de forma molt important la indústria naviliera. Van convertir-se en grans navegants, explorant el món conegut en totes les direccions excepte cap a l'oest, degut a la Prohibició dels Vàlar. Sovint viatjaven fins a les costes de la Terra Mitjana, on ensenyaren als homes que hi vivien coneixements d'agricultura.
També es van especialitzar en la cria de cavalls, que domaven a les planes obertes de Mittalmar. Tot i que d'entrada eren gent pacífica, els seus coneixements en la forja d'armes i armadures sumats amb els seus dots com a genets feien que el seu poder no tingués rival entre els homes.